# N,N-Diethylformamid
N,N-Diethylformamid ist eine chemische Verbindung aus der Gruppe der Carbonsäureamide.

## Gewinnung und Darstellung
N,N-Diethylformamid kann aus Diethylamin und Ameisensäure durch azeotrope Destillation mit Toluol hergestellt werden.

## Eigenschaften
N,N-Diethylformamid ist eine farblose Flüssigkeit mit aminartigem Geruch.

## Verwendung
N,N-Diethylformamid kann zur Synthese von metallorganischen Verbindungen und als Lösungsmittel bei der Synthese von porösem Zinkoxid verwendet werden.